# Nobody's Love
Nobody's Love is een nummer van de Amerikaanse band Maroon 5 uit 2020.
"Nobody's Love" is de eerste single zonder bassist Mickey Madden. Maroon 5 haalde de inspiratie voor het nummer uit de Coronapandemie en de protesten na de dood van George Floyd. In de bijbehorende videoclip roept de band, door middel van een citaat van de burgerrechtenbeweging American Civil Liberties Union, op tot het legaliseren van marihuana om zo een einde te maken aan de ‘marihuanaoorlog’. Daarbij maakten ze ook bekend dat ze geld zullen doneren aan de organisatie.
Het nummer werd lang niet zo'n grote hit als voorganger Memories. In de Amerikaanse Billboard Hot 100 werd bijvoorbeeld een bescheiden 41e positie gehaald. In Nederland moest het nummer het slechts met een 22e positie in de Tipparade doen, en in Vlaanderen met een 6e positie in de Tipparade.